# Diocesi di Teuzi
La diocesi di Teuzi (in latino Dioecesis Theuzitana) è una sede soppressa e sede titolare della Chiesa cattolica.

## Storia
Teuzi, nell'odierna Tunisia, è un'antica sede episcopale della provincia romana di Bizacena.
Unico vescovo conosciuto di questa diocesi africana è Decimo, il cui nome figura al 17º posto nella lista dei vescovi della Bizacena convocati a Cartagine dal re vandalo Unerico nel 484; Decimo, come tutti gli altri vescovi cattolici africani, fu condannato all'esilio.
Dal 1933 Teuzi è annoverata tra le sedi vescovili titolari della Chiesa cattolica; dal 23 febbraio 2022 il vescovo titolare è Bernardo Andrés Álvarez Tapia, vescovo ausiliare di Concepción.

## Cronotassi

### Vescovi
- Decimo † (menzionato nel 484)

### Vescovi titolari
- Eduardo Pedro Martínez y Dalmau, C.P. † (16 marzo 1961 - 19 novembre 1987 deceduto)
- Antonio José López Castillo † (26 febbraio 1988 - 1º agosto 1992 nominato vescovo di Barinas)
- José Luis Mollaghan † (22 luglio 1993 - 17 maggio 2000 nominato vescovo di San Miguel)
- Jorge Solórzano Pérez (17 giugno 2000 - 15 ottobre 2005 nominato vescovo di Matagalpa)
- Andrzej Siemieniewski (5 gennaio 2006 - 28 giugno 2021 nominato vescovo di Legnica)
- Bernardo Andrés Álvarez Tapia, dal 23 febbraio 2022